# 徐羨之
徐羨之（364年—426年），字宗文，小字干木，東海郡郯縣（今山东省临沂市郯城县）人。東晉末年及南朝宋初年政治人物，在南朝宋官至司徒。徐羨之出身寒門，因與劉裕同在桓脩幕下而互相結交，在劉裕消滅桓玄，執掌朝權後漸進高位。在南朝宋時更以司空、錄尚書事、揚州刺史身份擔任四位顧命大臣之一。後因宋少帝劉義符行為失當，徐羨之就與同為顧命大臣的傅亮及謝晦合謀廢殺少帝，改立了宋文帝劉義隆。但不久文帝就以徐羨之等廢殺少帝及廬陵王劉義真的罪名誅殺徐羨之三人，徐羨之最終自殺。

## 生平
徐羨之早年在桓楚就擔任過桓脩的中兵曹參軍，當時劉裕同為桓脩中兵參軍，故此兩人深深結交。元興三年（404年）劉裕起兵討伐桓玄，並攻下建康，即以徐羨之為鎮軍參軍、尚書庫部郎、領軍司馬。後調為大司馬司馬德文的參軍、司徒左西屬、徐州別駕從事史、太尉諮議參軍。義熙十一年（415年）外調為鷹揚將軍、琅邪內史，後再任司馬德文的大司馬從事中郎。次年劉裕北伐後秦，徐羨之就轉任太尉左司馬，留守建康留府，並擔任總攝內外的尚書左僕射劉穆之的副手。義熙十三年（417年），劉穆之去世，朝廷原本就打算下詔命徐羨之接替劉穆之的位置，然而張邵則主張諮詢尚在長安的劉裕。劉裕當時卻意在王弘，不過謝晦卻說：「休元為人輕率，及不上羨之。」劉裕於是同意由徐羨之代替劉穆之。徐羨之因而獲授吏部尚書、建威將軍、丹楊尹，總知留任，然而向來由劉穆之決定的各項朝廷大事都得向劉裕請示了。後轉任尚書仆射。
永初元年（420年），劉裕篡位稱帝，進號為鎮軍將軍，加散騎常侍，並以其作為開國元勳，封為南昌縣公，食邑二千戶。次年徐羨之進位尚書令、揚州刺史，後更在永初三年（422年）進位司空、錄尚書事，仍兼揚州刺史。同年劉裕去世，遺詔徐羨之與中書令傅亮、領軍將軍謝晦及鎮北將軍檀道濟為顧命大臣，輔助太子劉義符，即宋少帝。
不過，劉義符居喪無禮，又與身邊的人遊戲無道，徐羨之於是與傅亮及謝晦密謀廢黜劉義符。不過，若果廢掉劉義符，繼位的首選自當是劉裕次子、南豫州刺史劉義真，而徐羨之一直討厭劉義真與謝靈運等人密切交往，而且自己又屢次裁抑劉義真的要求，導致劉義真對自己頗有不滿。徐羨之於是先在景平二年（424年）以劉義真與劉義符有過節，列出劉義真的罪狀，將其廢為庶人，流放到新安郡。張約之為此上書反對，就遭徐羨之外調為梁州府參軍，不久亦為其所殺；而劉義真不久亦在新安遭徐羨之派去的人殺害。
同年，徐羨之召江州刺史王弘及南兗州刺史檀道濟入京，將廢黜皇帝的意圖告知他們，隨後就以太后的名義下令廢黜劉義符為營陽王，以中書舍人邢安泰及潘盛為內應調走宮中宿衞，親自領兵跟從檀道濟及謝晦所率的軍隊入宮請劉義符遜位及沒收其皇帝璽綬，更將其送到吳郡。不久徐羨之更派了邢安泰殺了劉義符。
當時侍中程道惠建議立劉裕五子劉義恭為帝，但徐羨之以劉裕三子劉義隆向來有名望，於是決意以其繼位。其時劉義隆擔任荊州刺史，徐羨之怕荊州重地會因而外授他人，於是命謝晦為荊州刺史，圖以其為外援。劉義隆即位後，進徐羨之為司徒，並改封南平郡公，食邑四千戶，不過徐羨之堅決辭讓封爵。元嘉二年（425年），徐羨之與傅亮三度上書請求歸政，終獲批准，並離職退歸府第，但侄兒徐佩之與程道養及王韶之都認為這樣並不恰當，苦勸之下終令徐羨之繼續留掌朝事。
時步兵校尉孔甯子厭惡徐羨之及傅亮專權，經常向劉義隆中傷二人，劉義隆於是在元嘉三年（426年）以廢殺宋少帝及劉義真的罪名下詔將徐羡之、傅亮、謝晦等治罪，並召見徐羨之及傅亮。當時徐羨之走到西明門外，謝晦弟謝㬭將劉義隆要降罪他們消息告知傅亮，傅亮於是立即告訴徐羨之。徐羨之及後回到臺城以西的揚州治所，接著坐車出城，走到建康二十里外的新林浦時在一個燒陶的土窯中自殺，享年六十三歲。其時劉義隆知徐羨之沒有應召入宮，便派了中領軍到彥之及右衞將軍王華追捕他，直至有人發現徐羨之的屍體後才將其送到廷尉那裏。

## 性格特徵
- 徐羨之出身寒微，本身亦沒甚麼學識，一直只憑自己的才智氣度，終在劉裕在位年間攀上了司空高位，掌握朝權，成了實際的宰相，而當時朝野對徐羨之亦很信服。而徐羨之為人亦深沉慎默，沈默寡言，且喜怒不形於色。
- 徐羨之頗擅長圍棋，但看棋時即使已洞察棋局，卻仍然表現得未看透的樣子，當時的人更以此推崇他。

## 評價
- 傅亮、蔡廓：「徐公曉萬事，安異同。」
- 王華：「徐羨之中才寒士，傅亮布衣諸生，非有晉宣帝、王大將軍之心明矣；受寄崇重，未容遽敢背德。」
- 裴子野：「如徐、傅之徒，非覬覦者也；求其忠順，非忘身者也。身既未忘，不能脫屣權柄，誠二君矣。何以取信嚴君，惡不足信，權由震主，危己之機，疾於激箭，高位厚味，何其久乎！若景平既終，奉身夙退，滅身之禍，庶幾可逃。夫賢人君子，受六尺之孤；任尺寸之命，推權變，臨大節，繫乎存存，難乎存亡矣。」

## 家庭

### 父
- 徐祚之，晉上虞令

### 兄弟
- 徐欽之，羨之兄，祕書監

### 子女
- 徐喬之，羨之子，娶富陽公主，官至竟陵王文學。徐羨之被誅時被殺。
- 徐乞奴，羨之子，與徐喬之同被誅。

### 侄兒
- 徐佩之，欽之子，為人輕薄好利，官至丹楊尹。徐羨之被誅時獲特赦，僅被免官，但同年冬天就因謀反而被殺。
- 徐逵之，佩之弟，娶會稽長公主，劉裕討伐司馬休之時任前鋒，戰死。

## 延伸阅读
[在维基数据编辑]
 《宋書·卷43》，出自沈约《宋书》
 《南史·卷15》，出自李延壽《南史》